# Françoise Deldick
Françoise Deldick, née le 7 novembre 1939 à Saint-Maur-des-Fossés, est une actrice française.

## Biographie
Elle est d'abord spécialisée dans les rôles d'ingénue perverse, sans que la comparaison avec Brigitte Bardot lui soit défavorable.
Mariée avec Pierre-Alain Wiik (1945-2020), comédien, elle est la mère du comédien Aurélien Wiik.

## Filmographie

### Cinéma
- 1958 : Les Tricheurs de Marcel Carné
- 1959 : Heures chaudes de Louis Félix : Lise Romagnol
- 1959 : Katia de Robert Siodmak : une élève
- 1959 : Le Bossu d'André Hunebelle : une serveuse de la taverne
- 1960 : La Tricheuse d'E.G. de Meyst : Lily
- 1960 : Le Capitan d'André Hunebelle : une serveuse de la "Pomme d'Or")
- 1960 : Le Président d'Henri Verneuil : Huguette, une domestique du président du conseil
- 1961 : Vingt mille lieues sur la terre de Marcello Pagliero
- 1961 : Le Tracassin ou Les Plaisirs de la ville d'Alex Joffé : la promeneuse qui se fait draguer
- 1961 : Les Femmes d'abord de Raoul André : une invitée chez Clémenti
- 1961 : Samedi soir de Yannick Andréi
- 1962 : La Gamberge de Norbert Carbonnaux
- 1963 : Bébert et l'Omnibus d'Yves Robert : la paysanne
- 1964 : La Bonne Occase de Michel Drach
- 1965 : La Grosse Caisse d'Alex Joffé : Angélique, la poinçonneuse du métro
- 1967 : Ces messieurs de la famille de Raoul André : une prostituée dans la rue
- 1979 : Nous maigrirons ensemble de Michel Vocoret
- 1979 : La Dérobade de Daniel Duval
- 1980 : L'Entourloupe de Gérard Pirès : Mme Hanse
- 1980 : Le Bar du téléphone de Claude Barrois : Mme Fernande
- 1982 : Qu'est-ce qui fait craquer les filles... de Michel Vocoret : la femme du costumier belge
- 1984 : Charlots connection de Jean Couturier

### Télévision
- 1960 : Le Paysan parvenu (téléfilm)
- 1961, 1965 et 1968 : Les cinq dernières minutes (série TV) : Evelyne / Hélène / Zizi
- 1966 : Comment ne pas épouser un milliardaire (série TV) : Pat
- 1967 : Malican, père et fils (série TV) : Françoise
- 1968 : Les dossiers de l'agence O (série TV) : Mme Delamain
- 1977 : Les Enquêtes du commissaire Maigret, épisode : Maigret et Monsieur Charles de Jean-Paul Sassy : Rose
- 1980 : Le Surmâle (téléfilm) : Eupure

## Théâtre
- 1961 : Gorgonio de Tullio Pinelli, mise en scène Claude Sainval, Comédie des Champs-Élysées
- 1963 : La Vénus de Milo de Jacques Deval, mise en scène Pierre Mondy, Théâtre des Célestins
- 1965 : Ouah ! Ouah ! opérette de Michel André, mise en scène Roland Bailly, musique Étienne Lorin et Gaby Wagenheim, Théâtre de l'Alhambra